# Dimitrovgrad (Bulharsko)
Dimitrovgrad (bulharsky: Димитровград) je město a obština v Chaskovské oblasti na jihu centrální části Bulharska, poblíž Chaskova, správního centra oblasti. Město bylo založeno na konci 40. let a je pojmenováno po komunistickém lídrovi Georgim Dimitrovovi. Architektura je zde podobná jako v Římském impériu. Jsou zde prostorné ulice a tři velké parky, ve kterých se nachází asi patnáct jezer, nespočet druhů vzácných stromů, křovisek a květin, a také mnoho soch, altánů a fontán. Dimitrovgrad se řadí mezi nejzelenější města v zemi.[zdroj?]

## Historie
Město bylo vybudováno v roce 1947 tehdejší komunistickou vládou a brigádami organizovanými pro účel stavby. Rozvoj města pokračoval po mnoho dalších let a součástí města se staly i vesnice Rakovski, Marijno a Černokonjovo, které se nacházely na území dnešního města. Důvodem pro stavbu tohoto města bylo vytvoření moderního průmyslového centra.
V roce 1992 byl odstraněn památník Georgi Dimitrova, po kterém bylo město pojmenováno. Místním obyvatelům se však tento akt nelíbil a v roce 2012 bylo rozhodnuto, že se památník o rok později znovu postaví.

## Galerie

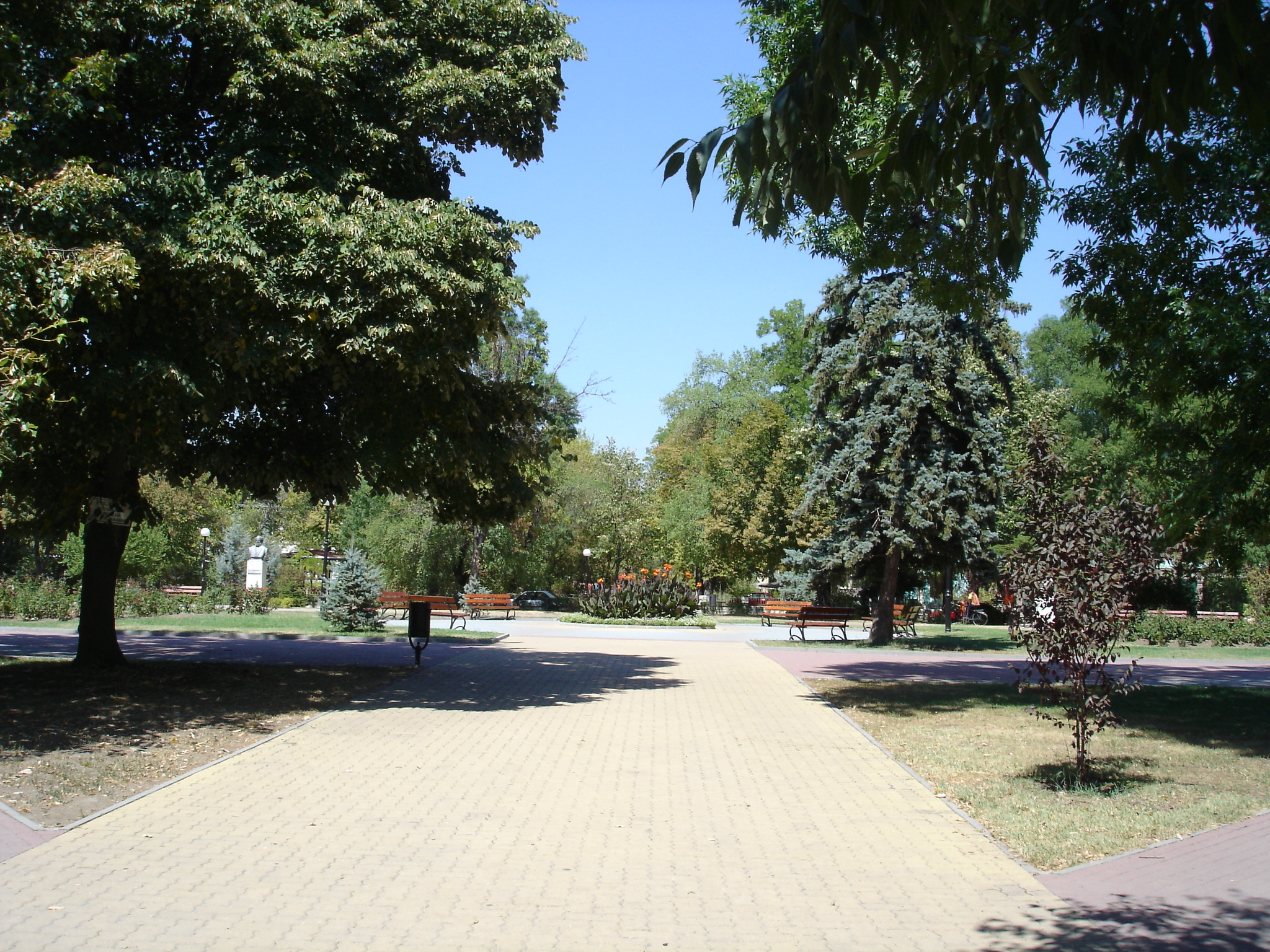
Park
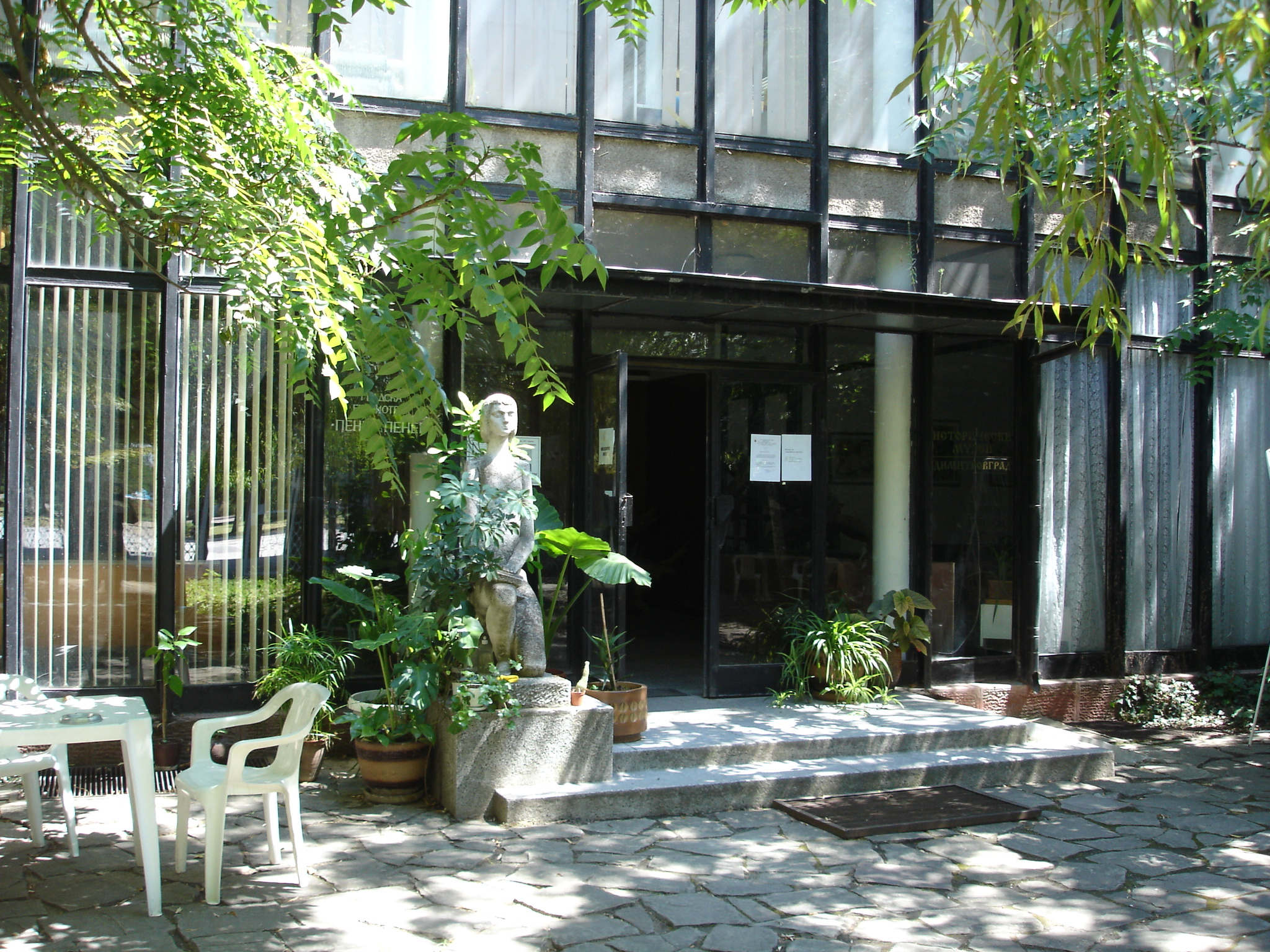
Muzeum
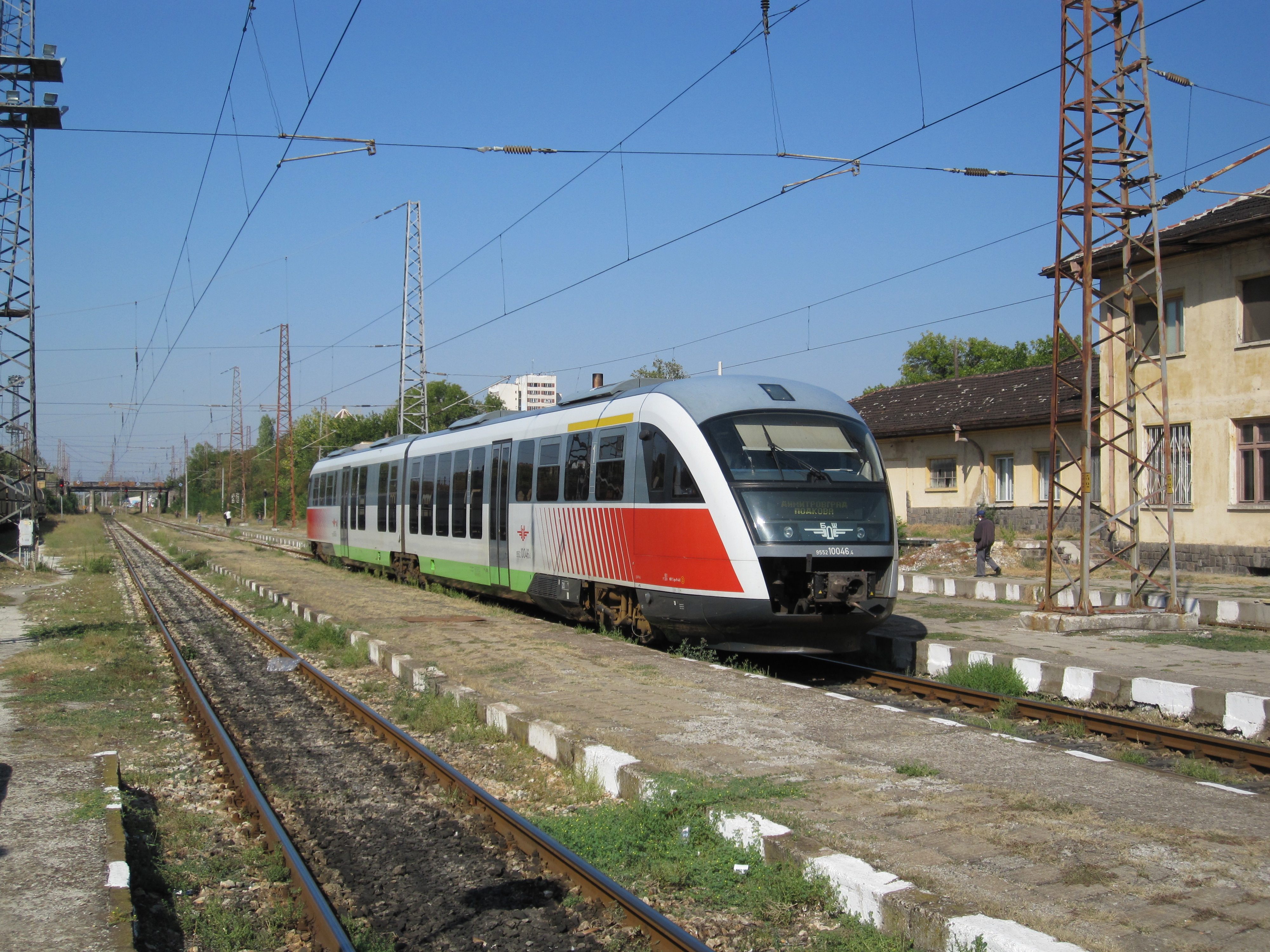
Nádraží
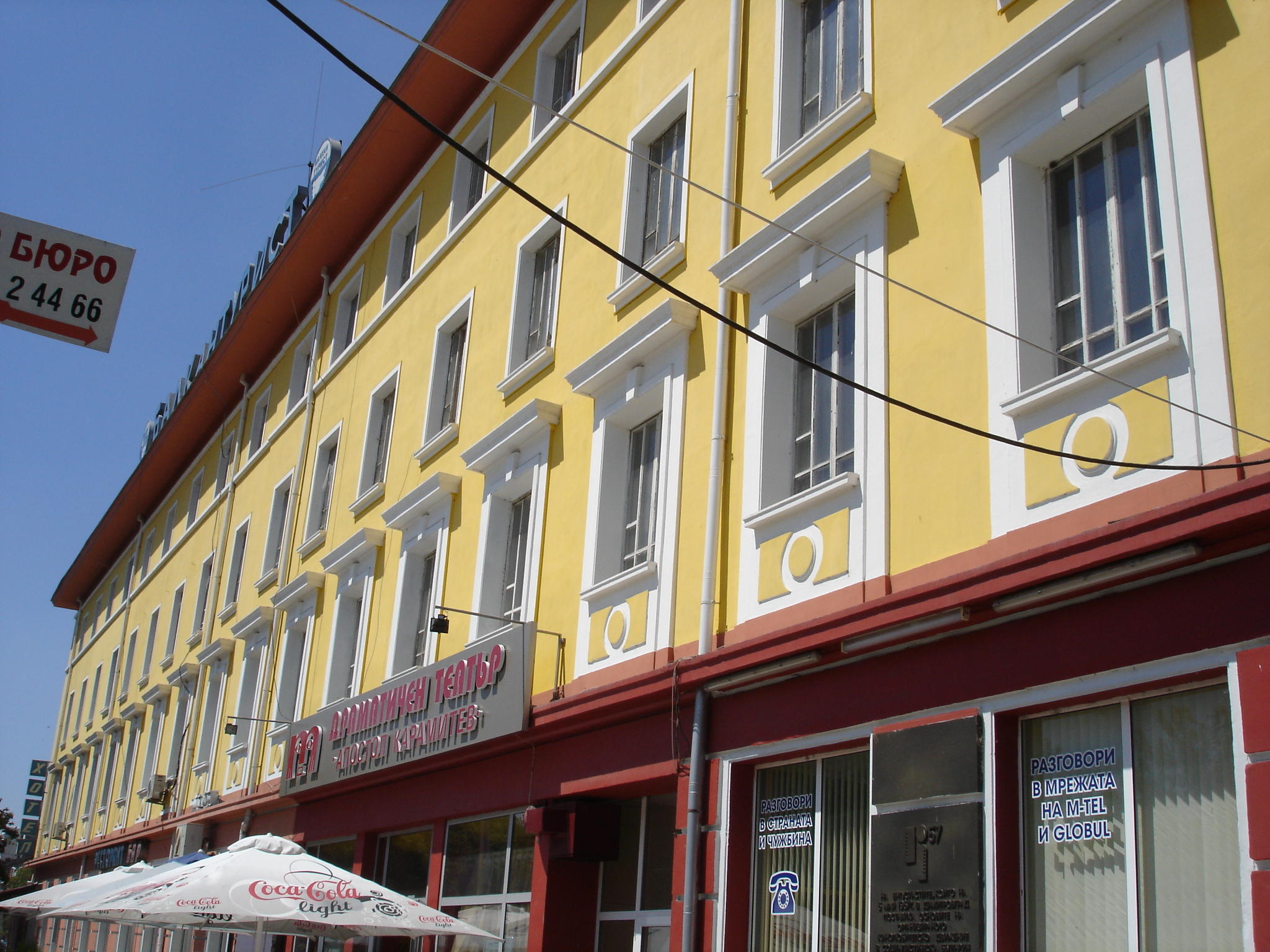
Divadlo
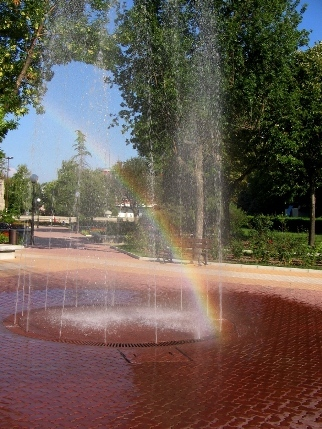
Fontána
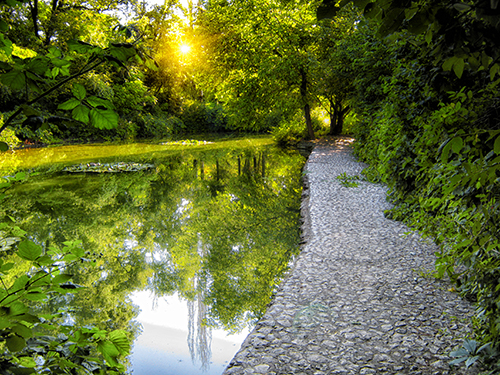
Jezírko

## Významní rodáci
- Rumen Radev, bulharský armádní generál a politik

## Partnerská města
- Darchan, Mongolsko
- Dimitrovgrad, Rusko
- Kalamaria, Soluň, Řecko
- Grosseto, Itálie